# Сур'яварман II
Сур'яварман II (кхмер. សូរ្យវរ្ម័នទី២), посмертне ім'я — Парамавішнулока — правитель кхмерської імперії від 1113 до 1145/1150 року, при правлінні якого було побудовано Ангкор-Ват. Завдяки монументальній архітектурі, численним військовим кампаніям та відновленню сильної влади вважається найвизначнішим правителем Кхмерської імперії.

## Життєпис
Внучатий племінник Гаршавармана III, 1112 року повалив Дгараніндравармана I. 1119 року був коронований вже зовсім старим Дівакарапандітою. Сур'яварман II був правителем-воїном, таким, як єгипетський фараон Тутмос III або шведський король Карл XII. Сур'яварман II об'єднав і централізував Камбоджу, кілька разів намагався вдертися до Дайв'єту. Про ті часи збереглись уривчасті й упереджені записи, на достовірність яких покластися неможливо. З них можна виокремити, з великою часткою ймовірності, що 1128 року Сур'яварман II зазнав поразки у війні з Дайв'єтом, який звільнився з-під китайського панування та мав серйозну силу, а 1132 року був змушений укласти мирний договір з тямами. Запобіг спробі захоплення держави монами з царства Лаво (нині Таїланд).
Від 1116 року Камбоджа відновила дипломатичні відносини з Китаєм.
Залишився в історії, і трохи пізніше став знаменитим на весь світ завдяки своєму творінню — храму Ангкор-Ват. У ньому він жив, і це було символом його величі й могутності. Завдяки цьому пам'ятнику отримав популярність як «Мікеланджело Сходу». Відповідно до хронік Кхмерська імперія за часів його правління простягалася на захід до кордонів бірманського царства Паган, на схід - до моря, на південь до кордонів держави Грахів, що була серцем півострова Малакка.
Останній запис, що припадає на правління Сур'явармана II, датований 1145 роком. Помер він, імовірно, 1150, під час невдалого походу в Дайв'єт.